# Dalechampia liesneri
Dalechampia liesneri är en törelväxtart som beskrevs av Michael J. Huft. Dalechampia liesneri ingår i släktet Dalechampia och familjen törelväxter. Inga underarter finns listade i Catalogue of Life.